# Отынь (гмина)
Отынь (пол. Otyń) — сельская гмина (волость) в Польше, входит как административная единица в Новосольский повет, Любушское воеводство. Население — 6321 человек (на 2008 год).

## Сельские округа
1. Бобровники
2. Закенце
3. Конрадово
4. Луги
5. Моджица
6. Недорадз
7. Отынь
8. Часлав

## Соседние гмины
1. Гмина Боядла
2. Гмина Забур
3. Гмина Зелёна-Гура
4. Гмина Кожухув
5. Гмина Нова-Суль
6. Нова-Суль